# 東海三十六不動尊霊場
東海三十六不動尊霊場（とうかいさんじゅうろくふどうそんれいじょう）は、愛知県、三重県、岐阜県の東海三県に広がる巡礼地。不動明王の霊場である。単に東海三十六不動ともいう。
1989年（平成元年）に制定された、比較的新しい霊場である。

## 霊場一覧
| No. | 山号     | 寺号     | 通称         | 宗派           | 所在地                                              |
| --- | -------- | -------- | ------------ | -------------- | --------------------------------------------------- |
| 1   | 成田山   | 大聖寺   | 犬山成田山   | 真言宗智山派   | 愛知県犬山市犬山北白山平                            |
| 2   | 継鹿尾山 | 寂光院   | 継鹿尾観音   | 真言宗智山派   | 愛知県犬山市継鹿尾杉之段                            |
| 3   | 寶部山   | 地蔵寺   |              | 真言宗豊山派   | 愛知県一宮市本町通                                  |
| 4   | 長沼山   | 萬徳寺   |              | 真言宗豊山派   | 愛知県稲沢市長野町                                  |
| 5   | 鳳凰山   | 甚目寺   | 甚目寺観音   | 真言宗智山派   | 愛知県あま市甚目寺東門                              |
| 6   | 味鏡山   | 護国院   | みかがみ不動 | 真言宗智山派   | 愛知県名古屋市北区楠味鋺                            |
| 7   | 東岳山   | 長久寺   |              | 真言宗智山派   | 愛知県名古屋市東区白壁                              |
| 8   | 徳興山   | 建中寺   |              | 浄土宗         | 愛知県名古屋市東区筒井                              |
| 9   | 稲園山   | 長福寺   | 七寺         | 真言宗智山派   | 愛知県名古屋市中区大須                              |
| 10  | 北野山   | 宝生院   | 大須観音     | 真言宗智山派   | 愛知県名古屋市中区大須                              |
| 11  | 成田山   | 萬福院   | 成田山栄分院 | 真言宗智山派   | 愛知県名古屋市中区栄                                |
| 12  | 如意山   | 福生院   | 袋町聖天     | 真言宗智山派   | 愛知県名古屋市中区錦                                |
| 13  | 如意山   | 宝珠院   |              | 真言宗智山派   | 愛知県名古屋市中川区中郷                            |
| 14  | 不動山   | 大学院   | 大青面金剛   | 真言宗醍醐派   | 愛知県名古屋市天白区元八事                          |
| 15  | 天林山   | 笠覆寺   | 笠寺観音     | 真言宗智山派   | 愛知県名古屋市南区笠寺町上新町                      |
| 16  | 転法輪山 | 養学院   |              | 真言宗醍醐派   | 愛知県豊川市麻生田町縄手 （別名、みちびき不動）     |
| 17  | 円福山   | 妙厳寺   | 豊川稲荷     | 曹洞宗         | 愛知県豊川市豊川町                                  |
| 18  | 弘法山   | 遍照院   |              | 真言宗豊山派   | 愛知県知立市弘法町 （別名、波切不動尊）             |
| 19  | 西浦山   | 無量寺   | 西浦不動     | 真言宗醍醐派   | 愛知県蒲郡市西浦町日中 （別名、西浦不動）           |
| 20  | 青龍山   | 金蓮寺   |              | 曹洞宗         | 愛知県西尾市吉良町饗庭七度ヶ入 （別名、あいば不動） |
| 21  | 鶴林山   | 大御堂寺 | 野間大坊     | 真言宗豊山派   | 愛知県知多郡美浜町野間東畠                          |
| 22  | 金照山   | 大智院   |              | 真言宗智山派   | 愛知県知多市南粕谷本町 （別名、めがね弘法）         |
| 23  | 青峯山   | 正福寺   |              | 高野山真言宗   | 三重県鳥羽市松尾町                                  |
| 24  | 丹生山   | 神宮寺   | 丹生大師     | 真言宗山階派   | 三重県多気郡多気町丹生                              |
| 25  | 石勝山   | 不動院   | 大石不動     | 真言宗山階派   | 三重県松阪市大石町 （別名、大石不動）               |
| 26  | 岡寺山   | 継松寺   |              | 高野山真言宗   | 三重県松阪市中町                                    |
| 27  | 江寄山   | 常福寺   |              | 真言宗豊山派   | 三重県伊賀市古郡                                    |
| 28  | 五寶山   | 新大仏寺 | 伊賀成田山   | 真言宗智山派   | 三重県伊賀市冨永                                    |
| 29  | 無動山   | 大聖院   | 日永不動     | 真言宗醍醐派   | 三重県四日市市日永 （別名、日永不動）               |
| 30  | 成田山   | 貞照寺   |              | 真言宗智山派   | 岐阜県各務原市鵜沼宝積寺町                          |
| 31  | 瑞甲山   | 乙津寺   | 鏡島弘法     | 臨済宗妙心寺派 | 岐阜県岐阜市鏡島                                    |
| 32  | 池鏡山   | 円鏡寺   |              | 高野山真言宗   | 岐阜県本巣郡北方町北方                              |
| 33  | 谷汲山   | 華厳寺   | たにくみさん | 天台宗         | 岐阜県揖斐郡揖斐川町谷汲徳積                        |
| 34  | 清開山   | 大徳院   |              | 天台宗         | 岐阜県美濃加茂市森山町                              |
| 35  | 青龍山   | 長福寺   |              | 真言宗智山派   | 岐阜県多治見市弁天町                                |
| 36  | 八事山   | 興正寺   | 尾張高野山   | 高野山真言宗   | 愛知県名古屋市昭和区八事本町                        |